# Bodysong
Bodysong é um documentário de 2003 vencedor do prêmio BAFTA de documentário sobre a vida e a condição humana dirigido por Simon Pummell e produzido por Janine Marmot.

## Sinopse
O filme conta a história de um arquétipo da vida humana usando imagens obtidas a partir de todo o mundo e dos últimos 100 anos de cinema.
As imagens abrangem desde o microcosmo (dentro do corpo) através do indivíduo (o primeiro choro de um bebê recém-nascido), até o macrocosmo (compilando cenas de rituais de celebração e a carnificina da guerra).
A edição, a música, e a narrativa imaginária que regem o documentário convidam o espectador a um passeio de montanha-russa ao corpo humano e ao ciclo de vida. Cada possível representação da vida humana, do microscópico médico para retratos e noticiários, de nascimentos à mortes, são conduzidas pela trilha sonora composta por Jonny Greenwood, membro da banda Radiohead.
O diretor de Hollywood Paul Thomas Anderson assistiu ao documentário no Rotterdam Festival premiere e declarou: "eu me lembro de assistir Bodysong tendo a sensação de que eu estava em transe. Uma coleção maravilhosa de duas coisas simples que um filme deve elaborar: imagens e música. É uma comovente, assustadora e hipnótica miscelânea de imagens, uma experiência que fica cada vez mais lúcida conforme você assiste... O site, que é 50% da experiência, é o testamento para a forte importância e dedicação dada à pesquisa deste maravilhoso material."

## Lançamento
O filme foi lançado pela Pathé em 2003, com uma limitada edição de colecionador lançado em DVD pelo BFI em 2010, que incluiu ensaios originais por William Gibson, Geoff Andrew, Gareth Evans e Matt Hanson.

## Prêmios
O filme ganhou o prêmio BAFTA Interactive Award em 2004 e de Melhor Documentário Britânico no British Independent Film Award em 2003.